# Съюз на евангелските баптистки църкви
Съюзът на евангелските баптистки църкви (СЕБЦ) в България е най-голямото обединение на църкви с баптистко убеждение. Те са част от протестантското течение в християнството и членуват в организацията Обединени евангелски църкви.
Първите баптистки църкви в България възникват през 1860-те години – още преди Освобождението на България от османска власт, в Казанлък, Русе, Лом, София и др., а обединяването им в съюз се осъществява в началото на 20 век.
Първият устав на Съюза е приет през 1909 г., видоизменен е през 1938, 1949, 1990 и 2007 г. Съюзът е първата организация, която полага усилия за разпространение на протестантството сред циганите, като през 20-те години са създадени първите цигански църковни общини – в Голинци (днес част от Лом), Перник и на други места в Западна България.
СЕБЦ в България е член на Европейската баптистка федерация и на Световния баптистки алианс.
Евангелски баптистки църкви има в следните градове:
- Благоевград – Християнска баптистка църква
- Варна – ПЕБЦ, на ул. „Франга дере“ 27[3]
- Варна – Християнска евангелска баптистка църква – Бул. Сливница 98/100.
- Гулянци – Християнска баптистка църква
- Дупница
- Казанлък – на ул. „Шипченска епопея“ 1, основана през 1884 г.[4]
- Лом – ЕБЦ „Витлеем“
- Монтана
- Петрич
- Пловдив – Баптистка църква
- Русе – на ул. „Борисова“ 35, построена през 1897 г.[5]
- Сандански – на ул. „Борис Сарафов“ 29
- Сливен – на ул. Георги Икономов 31
- София – Първа баптистка църква (1888), ул. „Осогово“ 63
- София – International Baptist Church Sofia (IBCS) и др.